# Lake Torrens National Park
Lake Torrens National Park är en nationalpark i Australien.   Den ligger i delstaten South Australia, i den centrala delen av landet, 1 200 km väster om huvudstaden Canberra. Lake Torrens National Park ligger 30 meter över havet. Den ligger vid sjön Lake Torrens.
Omgivningarna runt Lake Torrens National Park är i huvudsak ett öppet busklandskap.